# لجنة كينغ - كراين
لجنة كينغ - كراين (بالإنجليزية: King-Crane Commission)‏ هي لجنة تحقيق عيّنها الرئيس الأمريكي وودرو ويلسون في أثناء انعقاد مؤتمر الصلح في باريس عام 1919 للوقوف على آراء أبناء سورية وفلسطين في مستقبل بلادهم. وقد اختار ولسون لرئاسة هذه اللجنة هنري كينغ، رئيس كلية أوبرلين بولاية أوهايو، وتشارلز كراين، وهو رجل أعمال بارز من شيكاغو. وبعد أن طافت هذه اللجنة في مختلف المدن السورية والفلسطينية ما بين 10 حزيران و21 تموز وضعت تقريراً أعلنت فيه أن الأكثرية المطلقة من العرب تطالب بدولة سورية مستقلة استقلالاً كاملاً، وترفض فكرة إنشاء وطن قومي لليهود في فلسطين.

## الوضع العام
في مؤتمر باريس للسلام، سعت مجموعات من الدول الإمبريالية مثل فرنسا وبريطانيا إلى تقسيم الإمبراطورية العثمانية فيما بينها باستخدام نظام الانتداب بينما سعى القادة المناهضون للإمبريالية مثل الرئيس وودرو ويلسون والأمير فيصل بن الحسين لمعارضة مثل هذه الخطط. بدأ المؤتمر في عام 1919. في أعقاب الحرب العالمية الأولى، كان المشاركون مرهقين ومتعبين ومهتمين بشكل خاص بمصير الإمبراطورية العثمانية التي نافستهم بالحرب.[بحاجة لمصدر]

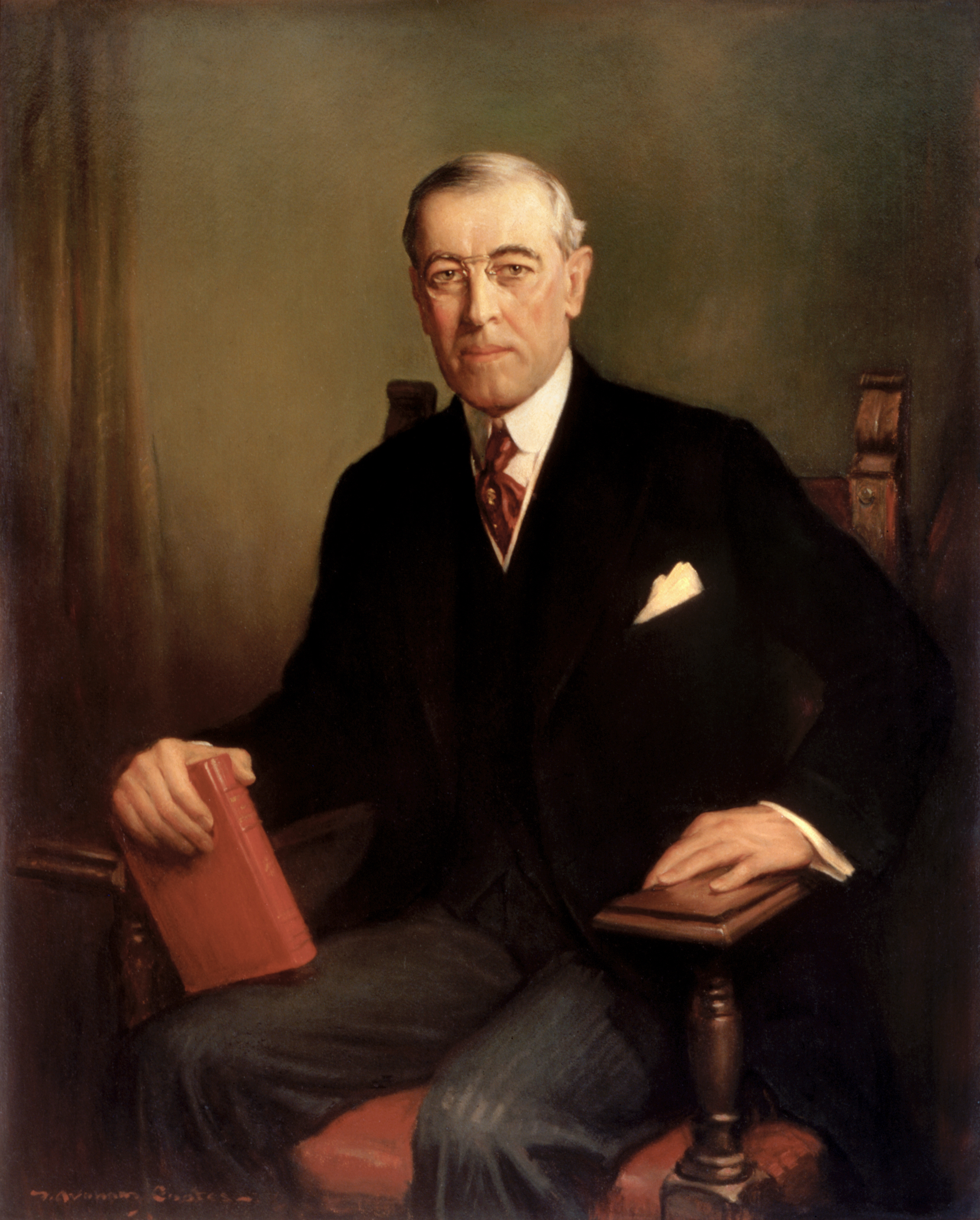
President وودرو ويلسون of the United States was an avowed opponent of secret diplomacy.

كان للفرنسيين على وجه الخصوص مطالبات واسعة النطاق في الشرق الأوسط. منذ أوائل عام 1900، بدأ الفرنسيون في بناء العلاقات والمطالبات على أسس سياسية وأخلاقية واقتصادية. لقد خلقوا دورًا لأنفسهم باعتبارهم الحامي التقليدي للمسيحيين اللبنانيين. دعم الفرنسيون الموارنة في لبنان بالإرساليات والمدارس، وعمّقوا علاقتهم مع المجتمع الديني المسيحي. [بحاجة لمصدر] خشي العديد من المسيحيين اللبنانيين من الهيمنة كأقلية دينية ودعموا الانتداب الفرنسي. أعطى هذا المصداقية السياسية الفرنسية في المنطقة. [بحاجة لمصدر]
بالنهاية سيطر الرأسماليون الفرنسيون على 63٪ من الدين العام العثماني. هذا الارتباط الاقتصادي جعل فرنسا قلقة للغاية بشأن مصير الإمبراطورية العثمانية. كان الفرنسيون مصرين على أنه بسبب علاقتهم الفريدة مع سوريا، يجب أن يكونوا أحد الدول التي تحصل على تفويض في سوريا. [بحاجة لمصدر]

### المفاوضات السرية
تحالف الفرنسيون مع البريطانيين للضغط على مطالبهم. [بحاجة لمصدر] بينما لم يكن لدى البريطانيين نفس الصلة بالشرق الأوسط، كانوا لا يزالون مهتمين بتوسيع إمبراطوريتهم الاستعمارية الحالية والدفاع عنها. في ما أصبح يعرف باتفاقية سايكس بيكو، اتفق الفرنسيون والبريطانيون على تقسيم الشرق الأوسط بين البلدين بعد الحرب. [بحاجة لمصدر]عندما وصلوا إلى مؤتمر باريس للسلام، تفاوضت هذه الاتفاقية على الشرق الأوسط شبه مستحيل. [بحاجة لمصدر] عندما اقترح الدبلوماسيون الأمريكيون لجنة كينج كرين للتحقيق في المشاعر الشعبية في سوريا الكبرى، استقبلها الدبلوماسيون الفرنسيون والبريطانيون بموافقة عامة، ولكن خلف الكواليس كانت النتيجة قد حُسمت بالفعل. [بحاجة لمصدر] كما انخرط البريطانيون في مفاوضات سرية مع القوى العربية في مراسلات حسين مكماهون قبل انعقاد المؤتمر. [بحاجة لمصدر]في اتفاقية سايكس بيكو وفي وعد بلفور. عندما حان الوقت لاختيار الانتداب، شعر العرب أنهم لم يعودوا قادرين على الثقة في بريطانيا العظمى بسبب دعمهم للصهيونية.[بحاجة لمصدر]

### الصهيونية والاستيطان اليهودي المبكر
كانت الصهيونية موضوعًا شائعًا ومثيرًا للجدل بين المؤرخين لسنوات عديدة. وبحسب الكاتب نديم روحانا، فإن "جوهر اللقاء حدث إذن بين مجموعة من الأشخاص الذين يعيشون في وطنهم ومجموعة من الأشخاص الذين قدموا من مناطق أخرى من العالم مسترشدين بفكر تدعي أن وطنهم هو وطنهم فقط. الصهيونية في عين روحانا دارت حول نظام الإقصاء الذي وصل فيه الصهيوني وسرق الأراضي التي أقاموا عليها. [بحاجة لمصدر]هذا التفسير مفهوم بالنظر إلى طبيعة دولة إسرائيل المستقبلية، لكنه ليس كذلك إعطاء صورة كاملة للشعب اليهودي في فلسطين.
تختتم الكاتبة دينا بورات حجة روحانا بالقول: «لم يدرس أي من القادة الصهاينة الذين تلقوا تعليمهم في أوروبا اللغة العربية تقريبًا... لم يتقن العرب اللغات الأوروبية أو العبرية التي يتحدث بها المستوطنون. خلق عدم وجود لغة مشتركة هوة موجودة اليوم». سبب المسافة بين المجموعتين يكمن في عدم الاستيعاب الثقافي. [بحاجة لمصدر] هاتان النظرتان تثبتان أن المواجهة بين الصهاينة والعرب كانت واحدة حيث تم تجاهل الاختلافات الثقافية أو استغلالها. [بحاجة لمصدر] استغل البريطانيون على وجه الخصوص التنافس بين هذه المجموعات مع وعد بلفور. قام وعد بلفور بمواءمة أهداف الصهيونية مع أهدافهم الإمبراطورية. [بحاجة لمصدر]

## مؤتمر باريس للسلام 1919
تم اقتراح هذه اللجنة من قبل الولايات المتحدة كجهد دولي لتحديد ما إذا كانت المنطقة مستعدة لتقرير المصير ولرؤية أي الدول، إن وجدت، يريد السكان المحليون التصرف كقوى إلزامية [بحاجة لمصدر]. الدعم من الدول الأخرى، مع العديد من التأخيرات المزعومة.[بحاجة لمصدر] أدرك الأمريكيون تدريجياً أن البريطانيين والفرنسيين قد توصلوا بالفعل إلى صفقاتهم الخاصة حول مستقبل المنطقة، وأن المعلومات الجديدة لا يمكن أن تؤدي إلا إلى تعكير صفو الترتيبات الجارية. لذلك، قامت الولايات المتحدة وحدها برعاية اللجنة.

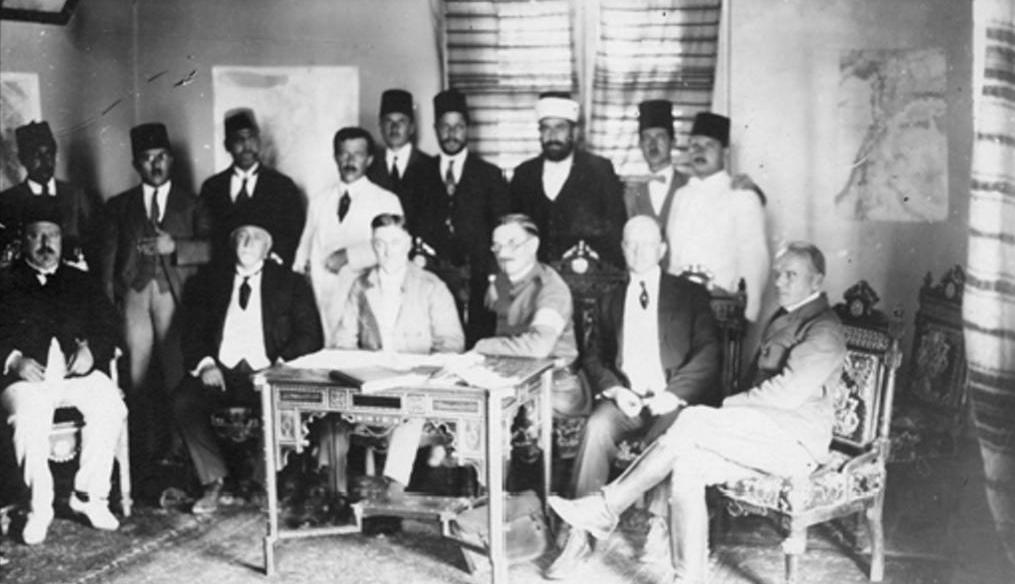
صورة لجنة كينغ كرين عام 1919

### تأخر النشر
لم يكن القصد من نشر التقرير حتى أقر مجلس الشيوخ الأمريكي بالفعل معاهدة فرساي، وهو ما لم يفعله أبدًا. [بحاجة لمصدر] ونتيجة لذلك، تم إصدار التقرير للعامة فقط في عام 1922، بعد موافقة مجلس الشيوخ ومجلس النواب عبر قرار مشترك لصالح إنشاء «وطن قومي يهودي» في فلسطين على غرار وعد بلفور. [بحاجة لمصدر] انقسم الرأي العام عندما علم أن الأغلبية العربية طلبت تفويضًا أمريكيًا مع جمعية تأسيسية منتخبة ديمقراطيًا.

## التقرير
Its publication was initially suppressed for various reasons, and later reported by the وزارة الخارجية that publication "would not be compatible with the public interest". The Commission's report was ultimately published in the December 2, 1922 edition of the Editor & Publisher magazine.
- Report of the American Section of the International Commission on Mandates in Turkey, Paris, August 28, 1919, Papers Relating to the Foreign Relations of the United States, The Paris Peace Conference, 1919, Volume XII, Field Missions of the American Commission to Negotiate Peace, Document 380, Paris Peace Conf. 181.9102/9 (Office of the Historian)
- King Crane Commission, “King-Crane report on the Near East,” Editor and Publisher 55 no. 27 (winter 1922)

- World War I Document Archive
- IPCRI
- HRI

- King-Crane Commission Digital Collection, كلية أوبرلين Archives